# Pacte de Rome
Le Pacte de Rome était un pacte signé pendant la Seconde Guerre mondiale entre les représentants des principaux partis italiens, avec lequel le syndicat italien Confédération générale italienne du travail (Confederazione Generale Italiana del Lavoro - CGIL) a été formellement créé.
Il soulignait l'unité de tous les travailleurs italiens, indépendamment de leurs opinions politiques et de leurs croyances religieuses, et constituait une victoire importante pour la politique de coopération entre les partis antifascistes.

## Histoire

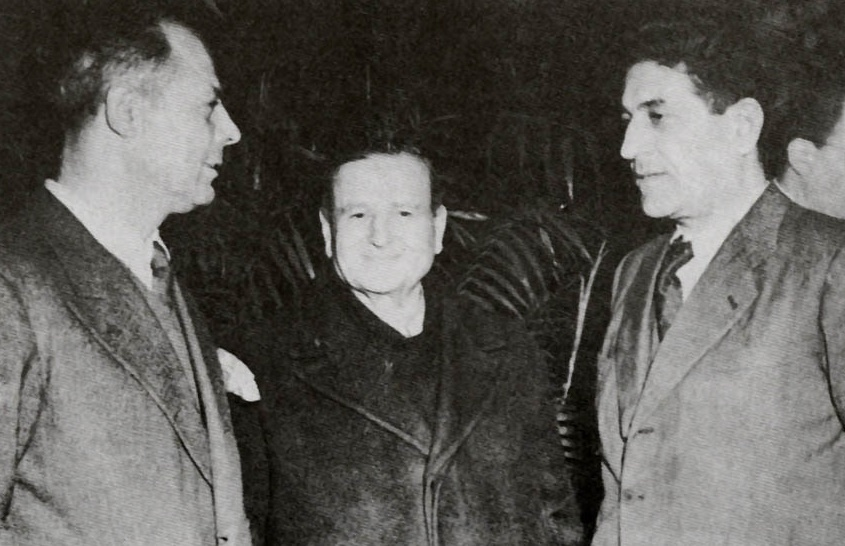
Les dirigeants de la CGIL unie Oreste Lizzadri (PSI), Achille Grandi (DC) et Giuseppe Di Vittorio (PCI) en 1945.

Le pacte est signé le 9 juin 1944 par Giuseppe Di Vittorio pour le Parti communiste italien (Partito Comunista Italiano - PCI), Achille Grandi pour la Démocratie chrétienne (Democrazia Cristiana - DC) et Emilio Canevari pour la composante socialiste ; l'ancien secrétaire général de la Confédération générale du travail (Confederazione Generale del Lavoro - CGdL), le syndicaliste socialiste Bruno Buozzi, qui avait participé dès le début aux négociations pour sa préparation, ne peut le signer. Arrêté par les Allemands et emprisonné dans la tristement célèbre prison de Via Tasso, lors de l'évasion des SS de Rome, il est extrait de la prison avec treize autres prisonniers dans la nuit du 3 juin 1944 et transféré par camion sur la Via Cassia ; dans l'après-midi du 4 juin, à La Storta, à quelques kilomètres de Rome, il est abattu avec ses camarades d'une balle dans la tête (un acte sanglant entré dans l'histoire comme le massacre de La Storta). Pour honorer sa mémoire, la date du 3 juin 1944 a été apposée sur le texte du Pacte, date que l'on croyait initialement être le dernier jour de la vie de Buozzi,.

## Le texte
Les représentants des principaux courants syndicaux des travailleurs italiens - communiste, démocrate-chrétien et socialiste - après un large échange de vues sur le problème syndical dans l'Italie libérée de l'envahisseur allemand et de ses complices fascistes ;
Convaincus que l'unité syndicale de tous les travailleurs, sans distinction d'opinion politique ou de foi religieuse, est l'instrument le plus efficace pour renforcer l'organisation du travail, afin d'assurer la défense la plus efficace des intérêts économiques et moraux des travailleurs eux-mêmes et de garantir leur contribution la plus efficace à l'immense tâche de reconstruction du pays (tâche qui reposera nécessairement sur les forces du travail), ils déclarent, d'un commun accord, que
1) réaliser l'unité syndicale par la constitution, à l'initiative commune, d'un organisme confédéral unique pour tout le territoire national, appelé CONFEDERAZIONE GENERALE ITALIANA DEL LAVORO (Confédération générale italienne du travail) ; d'une fédération nationale unique pour chaque branche d'activité productive ; d'une Chambre confédérale du travail unique dans chaque province ; d'un syndicat local et provincial unique pour chaque branche ou catégorie d'activité productive ;
2) laissant sans préjugé toutes les autres questions relatives à l'orientation générale de l'organisation, à sa structure définitive et à l'élaboration du projet de statut (questions à examiner avec une large participation des militants syndicaux de tous les courants et avec les dirigeants du mouvement syndical libre déjà actif dans le Sud de l'Italie), l'unité syndicale a été immédiatement réalisée sur les points généraux suivants
(a) la C.G.I.D.L. fondée sur le principe de la plus large démocratie interne. Tous les mandats sociaux, à tous les niveaux de l'organisation, doivent donc être élus de bas en haut, respectivement par l'assemblée générale du syndicat local et les assemblées de délégués dûment élus. La participation proportionnelle des minorités doit être assurée dans chacun des organes directeurs, du sommet à la base.
b) Dans toutes les organisations du C.G.I.D.L., une liberté d'expression maximale doit être assurée pour tous les membres et le respect mutuel de toutes les opinions politiques et croyances religieuses doit être pratiqué.
c) Le C.G.I.D.L. est indépendant de tous les partis politiques. Elle s'associe, chaque fois qu'elle le juge opportun, à l'action des partis démocratiques qui sont l'expression des masses laborieuses, tant pour la sauvegarde et le développement des libertés populaires que pour la défense de certains intérêts des travailleurs et du pays.
3) Les courants syndicaux désignés constituent la Direction provisoire de l'organisation, qui se compose comme suit : un Comité directeur provisoire de 15 membres, 5 pour chacun des trois courants ; un Secrétariat général provisoire avec pouvoirs exécutifs, de trois membres, un pour chacun des trois courants.
Cet Exécutif provisoire sera élargi aux représentants du mouvement syndical libre opérant dans le Mezzogiorno et ensuite aux représentants des régions à libérer - en maintenant la proportion égale entre les trois courants - et restera en fonction jusqu'au premier congrès confédéral qui se tiendra le plus tôt possible. Les directions provisoires des fédérations nationales et des C.C.D.L. provinciaux seront formées selon le même critère. Dans les provinces et les catégories où il existe d'autres courants syndicaux ayant une audience effective dans les masses, il sera fait appel à une représentation de ceux-ci pour former la Chambre provisoire et les Directions fédérales. Ces directions restent en fonction jusqu'au premier congrès de l'organisation respective.
Ont été nommés Secrétaires généraux : M. Emilio Canevari, M. Giuseppe Di Vittorio, M. Achille Grandi, qui ont pris leurs fonctions immédiatement.
La direction provisoire du C.G.I.D.L. s'est fixé les objectifs immédiats suivants :
- 1. promouvoir l'organisation et l'encadrement du mouvement syndical dans toutes les régions libérées, en liaison avec la défense vigoureuse des intérêts urgents des travailleurs ;
- 2. à soutenir de toutes ses forces la guerre de libération nationale afin de hâter la libération totale du pays, condition préalable à la réalisation des postulats des travailleurs.
- 3. d'assurer une liaison maximale avec les masses laborieuses des régions occupées afin de les aider avec des moyens adéquats dans leur lutte.
- 4. d'étudier toutes les initiatives visant à préparer et à réaliser la reconstruction du pays dans la pleine reconnaissance des droits du travail
- 5. d'élaborer un plan de reconstruction du mouvement coopératif, inspiré par les nouvelles exigences de la situation
- 6. préparer un plan de transformation du système et des institutions de sécurité sociale, en réclamant leur gestion à la C.G.I.D.L ;
- 7. revendiquer et assumer la propriété de tous les biens ayant appartenu aux organisations fascistes dissoutes.
- 8. demander à l'État une compensation pour les fonds pris par les fascistes aux anciennes organisations libres, à prélever sur le produit de la confiscation des avoirs illicites des anciens dirigeants fascistes.

## La direction de la CGIL unie
L'honorable Emilio Canevari est alors remplacé par Oreste Lizzadri, qui représente la composante socialiste au sein de la CGIL unitaire jusqu'en juin 1947, date à laquelle il est remplacé par Fernando Santi à la tête des syndicalistes socialistes. Grandi reste au secrétariat de la CGIL unie jusqu'à sa mort le 28 septembre 1946. Di Vittorio est réélu à plusieurs reprises secrétaire de la CGIL, tant au sein du syndicat unitaire - lors du 1er congrès national à Florence du 1er au 7 juin 1947 et du 2e congrès national à Gênes du 4 au 9 octobre 1949 - qu'au sein de la CGIL après la scission de 1950, jusqu'à sa mort le 3 novembre 1957.

## Note
1. ↑  Vincenzo Saba: Il "Patto di Roma". Dichiarazione sulla realizzazione dell'unità sindacale, 3 giugno 1944, 1994, aux éditions Edizioni Lavoro, Rome
2. ↑  Carlo Vallauri: Storia dei sindacati nella società italiana, 2008, aux éditions Ediesse, Rome
3. ↑  Marianna De Luca: Nel rispetto dei reciproci ruoli. Lineamenti di storia della contrattazione collettiva in Italia, 2013, aux éditions Vita e Pensiero, Milan

## Source
- (it) Cet article est partiellement ou en totalité issu de l’article de Wikipédia en italien intitulé « Patto di Roma » (voir la liste des auteurs).